# 欧登塞
欧登塞（發音：[ˈoðˀn̩sə] ⓘ）是丹麦第三大城市，南丹麦大区的首府，欧登塞市镇的行政中心，丹麦第二大岛菲英岛的第一大城。1970年之前归欧登塞省管辖，1970年到2006年底划归菲英省，2007年1月1日起划入新成立的南丹麦大区。2007年1月1日，欧登塞市共有人口186,745人。
欧登塞位于丹麦首都哥本哈根到日德兰半岛之间，是哥本哈根通往日德兰半岛的必经之地。在1998年大贝尔特桥通车之前，从西兰岛到菲英岛之间只能通过摆渡。大贝尔特桥是世界上第二长悬索桥，1997年铁路通车，1998年公路也随后建成。大桥落成后，从哥本哈根到欧登塞仅需75分钟。

## 历史
欧登塞（Odense）一词来源于“Odins Vi”，也就是“奥丁的神殿”之意，奥丁是北欧神话中的大神（最高神）。欧登塞是丹麦最古老的城市之一，建于988年。1988年是建城1000周年纪念，一座森林被命名为“千年森林”（丹麦语：Tusindårsskoven）以庆祝这项盛事。
在中世纪时期，欧登塞曾经是丹麦神职人员的中心，拥有众多的修道院和教堂，很多教徒来到这里朝圣。
1803年，欧登塞运河建成，欧登塞也随之成为一个港口。1840年开始，城市开始向外扩张。很多年来，欧登塞一直是丹麦第二大城市，仅次于哥本哈根。1851年，城市原有的城门拆除，几年后，城市的边界也扩展到了河边。1853年，欧登塞成为丹麦第一座拥有现代水系统和天然气系统的城市。随着1865年铁路的建成，城市的工业开始快速发展，冶金业、纺织业、食品业成为城市重要产业。
1935年5月29日，欧登塞最著名的建筑之一奥丁塔落成并对外开放，该塔高度为177米，为欧洲第二高塔，仅次于法国的埃菲尔铁塔。1944年，奥丁塔被丹麦的纳粹集团炸毁，至今没有重建。

### 文化
欧登塞从中世纪以来就是丹麦的一个文化中心，1772年本地报纸《菲英教区时报》首次出版，至今仍在发行。几年后，欧登塞成为丹麦除首都外第一个拥有剧院的城市。1966年，欧登塞大学成立。1988年，丹麦国家主要电视频道之一的TV2也将总部设在欧登塞。

## 著名人物
以下名人出生或曾居住在欧登塞：
- 著名作家和诗人汉斯·克里斯蒂安·安徒生于1805年4月2日出生在欧登塞。现在位于欧登塞老城区的一所房子已经改成博物馆，收集了安徒生大量的作品和用品。他童年的居住地也成为一座博物馆。
- 古典音乐作曲家和指挥家卡尔·尼尔森于1865年6月9日出生在欧登塞南部小村庄Sortelung，如今该村庄建立了一座博物馆来纪念他。
- 丹麦国王克努特四世，又称圣克努特，大约出生于1043年，于1086年7月17日在欧登塞逝世。
- 工业家、银行家和慈善家卡尔·弗雷德里克·忒特根于1829年3月19日出生在欧登塞。他建立了丹麦第一家私人银行。
- 著名女子手球运动员安雅·安德森于1969年2月15日出生在欧登塞，她曾作为丹麦女子手球队成员获得1996年亚特兰大奥运会女子手球金牌。现在在一家俱乐部担任教练。
- 著名羽毛球男子单打运动员维克托·阿萨尔森于1994年1月4日出生于奥登塞，他曾代表丹麦获得2020年东京奥运会羽毛球男子单打冠军。

## 姐妹城市
以下城市与欧登塞结为姐妹城市：
- 捷克布尔诺
- 美国哥伦布
- 日本船桥市
- 荷蘭格罗宁根
- 益山市
- 土耳其伊兹密尔
- 波蘭卡托维兹
- 立陶宛考纳斯
- 乌克兰基辅
- 法罗群岛克拉克斯维克
- 冰島科帕沃于尔
- 瑞典北雪平
- 瑞典厄斯特松德
- 以色列佩塔提克瓦
- 德国什未林
- 中国绍兴
- 英国圣奥尔班斯
- 芬兰坦佩雷
- 挪威特隆赫姆
- 格陵兰乌佩纳维克